# Camargue rouge
Pour les articles homonymes, voir Camargue (homonymie).
Albums de Nicole Rieu
Ah Ah En voix
Camargue rouge est le 11e album studio de Nicole Rieu. L'album est sorti en 2005 chez Productions Miracos (MY-999).

## Liste des titres
| No  | Titre                     | Paroles     | Musique            | Durée |
| --- | ------------------------- | ----------- | ------------------ | ----- |
| 1.  | Hecetu Welo               | Nicole Rieu | Nicole Rieu        | 3 :25 |
| 2.  | Ose ta vie                | Nicole Rieu | Julien Rieu de Pey | 4 :07 |
| 3.  | Shania                    | Nicole Rieu | Nicole Rieu        | 3 :25 |
| 4.  | Wakan Tanka               | Nicole Rieu | Nicole Rieu        | 4 :22 |
| 5.  | Lou Saquetoun             | Nicole Rieu | Nicole Rieu        | 4 :03 |
| 6.  | Romnia                    | Nicole Rieu | Nicole Rieu        | 1 :37 |
| 7.  | Sara                      | Nicole Rieu | Nicole Rieu        | 3 :16 |
| 8.  | Camargue rouge            | Nicole Rieu | Nicole Rieu        | 5 :15 |
| 9.  | Zintkala Waste            | Nicole Rieu | Nicole Rieu        | 1 :13 |
| 10. | Le cercle                 | Nicole Rieu | Nicole Rieu        | 2 :36 |
| 11. | Toksa Ake Wanciyankin Kte | Nicole Rieu | Nicole Rieu        | 0 :58 |
| 12. | Ici ou ailleurs           | Nicole Rieu | Nicole Rieu        | 3 :42 |

## Singles extraits de l'album
- Ose ta vie (été 2005)
- Ici ou ailleurs (été 2005)

## Autres informations
- Réalisation, arrangements, conception : Nicole Rieu
- Mixage : Gérard Thouret
- Production : Nicole Rieu (Productions Miracos)
- Traduction et voix Lakota : Slim Batteux
- Narration : Jean Vilane
- Chœurs : Nicole Rieu
- Photos et conception de la pochette : Jan van Naeltwijck